# Boris Akunin
Boris Akunin (in russo: Борис Акунин), pseudonimo di Grigorij Šalvovič Čhartišvili (in russo: Григорий Шалвович Чхартишвили, in georgiano: გრიგოლ ჩხარტიშვილი; Zestaponi, 20 maggio 1956) è uno scrittore e iamatologo russo di origine georgiana residente nel Regno Unito. È conosciuto come scrittore di narrativa storica, in particolare per i suoi romanzi polizieschi di Erast Fandorin. È anche saggista e traduttore letterario. Grigorij Chkhartishvili ha scritto anche sotto altri pseudonimi: Anatoly Brusnikin, Anna Borisova e Akunin-Chkhartishvili.  I suoi personaggi includono Erast Fandorin, Nicholas Fandorin e Suor Pelagia..

## Biografia
Boris Akunin nasce a Zestaponi, nell'allora Georgia sovietica, il 20 maggio 1956 da padre georgiano di religione cristiana e da madre russa di origine ebraica, ma cresce a Mosca, in Russia, dal 1958. Laureatosi in Filologia e storia orientale, si interessa in particolar modo al mondo giapponese di cui diventa studioso; tra i suoi lavori più importanti come saggista, la pubblicazione di un trattato sul rapporto tra suicidio e letteratura, mentre traduce i romanzi, tra gli altri, di Yukio Mishima. Sul finire degli anni novanta passa al lavoro produttivo, creando il personaggio di Erast Petrovič Fandorin, un investigatore russo, arrivando a vendere 4 milioni di copie ed a essere tradotto in tutto il mondo. Oltre a Fandorin, Akunin è anche il "padre" di Pelagija, una suora investigatrice. Ha inoltre creato una serie, ambientata nella Russia moderna, il cui protagonista è Nicholas Fandorin, nipote del suo personaggio più famoso.
Si definisce un artigiano della scrittura poiché i suoi sono libri di evasione e anche perché è difficile poterlo collocare in maniera chiara in un genere letterario, o in uno stile. Nel suo intento, infatti, ognuno degli otto libri che compongono la saga di Fandorin è scritto con uno stile diverso, cambiando registro, narratore e forma e, benché il tema centrale sia il delitto, almeno un paio di questi difficilmente possono essere definiti gialli o thriller.

## Significato dello pseudonimo
L'autore ha adottato uno pseudonimo giapponese, il cui significato, alla lettera, è "uomo malvagio", "malfattore". Il nome vuole ricordare, inoltre, la figura dell'anarchico Michail Aleksandrovič Bakunin, importante rivoluzionario e filosofo russo, considerato uno dei fondatori dell'anarchismo moderno. Inserendo il punto nel cognome "Bakunin" si ottiene lo pseudonimo "B. Akunin", Boris Akunin. 
Ha dichiarato di aver scelto un simile soprannome perché fin da piccolo è stato affascinato dai personaggi malvagi della letteratura e della cinematografia e perché nella struttura romanzesca il ruolo del cattivo è quello più intrigante.

## Caratteristiche della sua opera
Boris Akunin nei suoi libri inserisce degli interessanti riferimenti ad avvenimenti storici, ricorsività intertestuale e giri di parole:
- Nel libro Il fante di picche una delle protagoniste durante un’“operazione” si fa chiamare “Principessa Čhartišvili”.
- Spesso nei libri che hanno come protagonista Erast Fandorin compare il cognome “Moebius”. Alcuni personaggi secondari hanno questo cognome e a volte compare anche sull’insegna di una società (per esempio un ufficio assicurativo). In generale i Moebius appaiono sempre “dietro le quinte” cioè o non esercitano nessuna influenza sulla trama, o ne veniamo a conoscenza tramite le parole di altri personaggi.
- Nel romanzo Incoronazione del ciclo di Erast Fandorin c’è un maggiordomo inglese dal nome di Freyby. Se si compone il suo cognome in inglese (lasciando attivo il layout della tastiera russa) si ottiene lo pseudonimo dell’autore del libro.
- Nella maggior parte dei libri della serie Le avventure di Erast Fandorin della casa editrice Zacharov (tranne Il consigliere di Stato e Gambetto turco) è presente il ritratto di Boris Akunin nelle prime pagine. L’autore rappresenta se stesso attraverso personaggi secondari del romanzo.
- Nella stragrande maggioranza delle opere di Akunin ci sono personaggi inglesi.
- Dai romanzi Lettura extrascolastica e Quest diventa evidente che il vero antenato di Erast Fandorin non è Samson Fandorin ma Dmitrij Karpov, che era stato adottato da Danila Fandorin al posto di Sanson, figlio scomparso, e da lui nascosto ai nemici dandogli il nome di quest’ultimo. Dunque questo ramo dei Fandorin non ha un rapporto diretto con la nascita dei Von Dorn.
- Un certo pianeta Vufer viene menzionato due volte nei romanzi di Akunin: Pelagija e il monaco nero e Tefal’, pensi a noi…. Se si compone questo nome in russo (lasciando il layout della tastiera inglese) si ottiene la parola Death.
- Erast Fandorin è nato nel 1856, esattamente 100 prima dell'autore e poco prima della fine della Guerra di Crimea. Nell’opera Leviathan una delle protagoniste, pensando che Erast Fandorin sia più giovane di lei, cerca di capirne l’età chiedendogli delle vicende della Guerra di Crimea e Fandorin le risponde che non era ancora nato.

Boris Akunin risiedeva in Podkolokol’nij pereulok, nella zona di Chitrovka dove sono ambientati i suoi romanzi. Si effettuano sempre visite guidate e passeggiate nei luoghi fandoriniani.

## Opinioni politiche

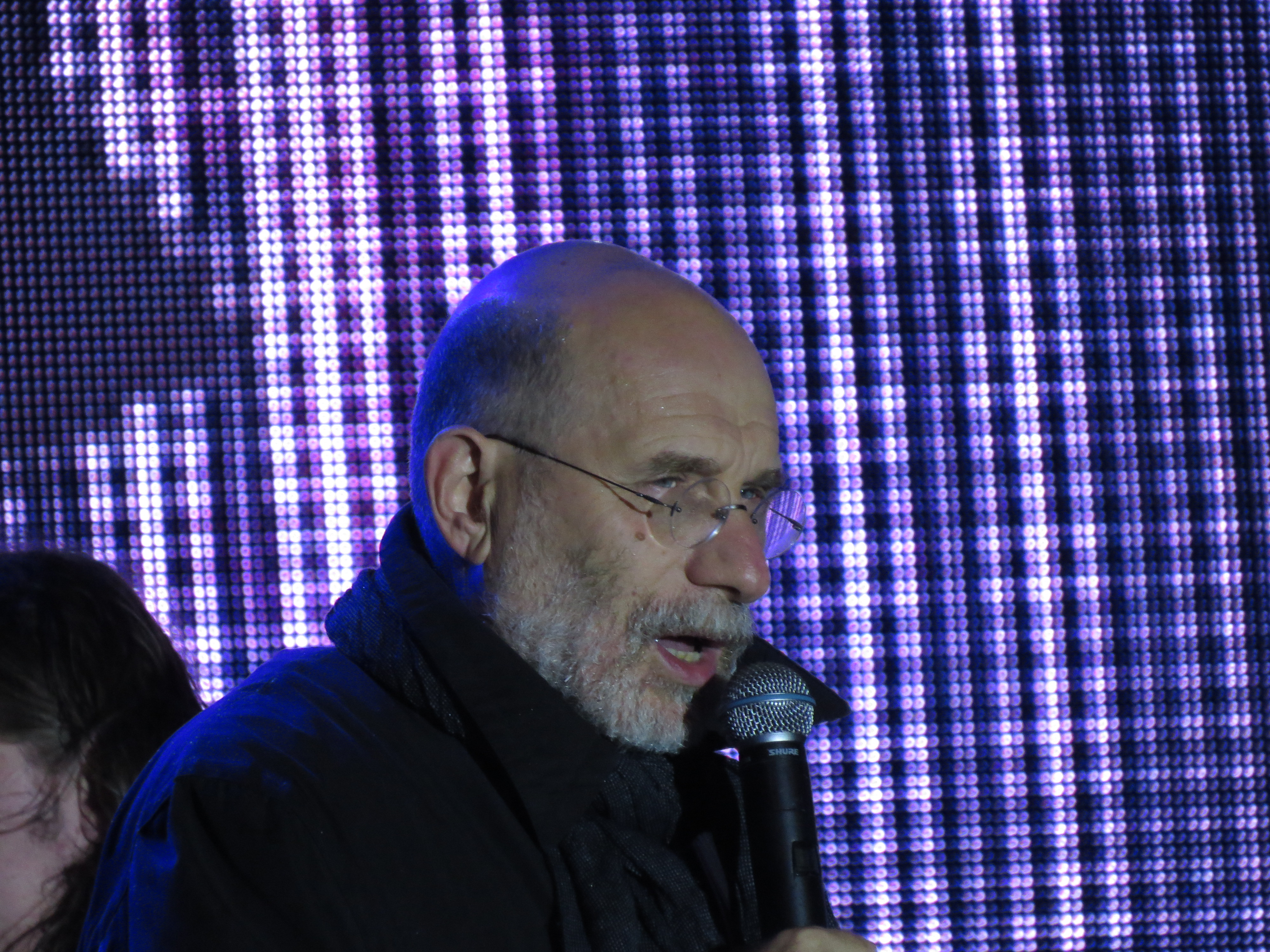
Akunin a un comizio-concerto a sostegno di Alexei Navalny durante la sua campagna elettorale per il sindaco del 2013

Grigorij Čhartišvili è famoso per le sue dichiarazioni aspre e le sue critiche verso il potere russo. Così, in un'intervista al quotidiano Libération, ha paragonato Vladimir Putin all'imperatore Caligola “che preferiva essere temuto piuttosto che amato”. Secondo Putin questo sarebbe dovuto al risentimento personale di Grigorij Čhartišvili che nutre a causa delle sue origini georgiane. 
Akunin è stato critico nei confronti della politica interna ed estera di Vladimir Putin sin dall'invasione della Georgia e dall'annessione della Crimea. 
Lo scrittore ha descritto l’affare Jukos come “la pagina più vergognosa della giustizia postsovietica”. Nel dicembre 2010, a seguito dell’emissione della seconda sentenza contro Michail Chodorkovskij e Platon Lebedev, ha proposto un piano di “amputinazione” della Russia. Dopo le elezioni della Duma di Stato del 2011, Grigorij Čhartišvili ha fatto questa osservazione:
A gennaio del 2012 Grigorij Čhartišvili è stato uno dei fondatori dell’organizzazione sociopolitica “La lega degli elettori” il cui obiettivo è il controllo del rispetto dei diritti elettorali dei cittadini. Nello stesso anno è apparso come commentatore della situazione politica nel film “Bolotnaja lichoradka” (La febbre delle paludi).
Nel 2014 ha lasciato la Russia e scelto di vivere a Londra.
Akunin ha partecipato a una raccolta fondi nel 2022 a beneficio dei russi accusati di "screditare" l'esercito russo ai sensi delle leggi russe sulla censura di guerra del 2022. 
Nel dicembre 2023, i comici Vovan e Lexus hanno chiamato Akunin e Dmitry Bykov, fingendo di essere rappresentanti del governo ucraino, e hanno pubblicato le registrazioni di Akunin e Bykov che esprimevano il loro sostegno all'Ucraina. La risposta in Russia è stata negativa: molte librerie russe, tra cui la casa editrice AST, hanno cessato la pubblicazione e la distribuzione delle opere di Akunin e Bykov. Una delle poche librerie che ha continuato a distribuire i libri di Akunin, Zakharov Books, è stata indagata dal Comitato investigativo della Russia. Il politico russo Andrey Gurulyov ha definito Akunin un "nemico" che "deve essere distrutto". 
Akunin è stato poi aggiunto da Rosfinmonitoring alla sua lista di terroristi ed estremisti, con Akunin specificamente ritenuto complice di attività terroristiche da parte del governo russo. Il governo ha aperto anche un procedimento penale contro Akunin, con accuse di discredito dell'esercito russo. In risposta, Akunin ha scritto su Facebook: "I terroristi mi hanno dichiarato un terrorista". In un articolo sul suo sito web, Akunin ha avvertito i russi all'estero di non tornare in Russia. 
Nel gennaio 2024, Akunin è stato designato "agente straniero" dal Ministero della Giustizia russo. Questa designazione richiede che il soggetto si identifichi come "agente straniero" sui social media e su qualsiasi altra pubblicazione e impone pesanti requisiti di rendicontazione finanziaria. Più tardi, quel mese, il ministero dell'Interno russo ha inserito il suo nome in una lista di ricercati per presunte attività criminali. 
Il 6 febbraio 2024 un tribunale di Mosca ha ordinato l'arresto di Akunin in contumacia. Dopo la morte di Alexei Navalny, Akunin disse che "non c'è più nulla che il dittatore [Putin] possa fare a Navalny. Navalny è morto ed è diventato immortale". 
Nel giugno 2024, la biblioteca online di Boris Akunin è stata bloccata in Russia a causa della distribuzione da parte della biblioteca del libro di Vladimir Sorokin L'eredità (russo: Наследие, romanizzato: Naslediye).
In un articolo pubblicato sul suo sito web, Akunin ha esortato i russi espatriati a non fare ritorno in Russia.
Nel 2025 Akunin è stato condannato, in contumacia, a 14 anni di carcere in un colonia penale di regime severo.

## Filmografia
- Gambetto turco, regia di Džanik Faiziev (2005), sceneggiatura di Boris Akunin, interpretato da Egor Beroev, Marat Bašarov and Ol'ga Krasko.

## Premi
- 2001:  Premio Bestseller della Fiera Nazionale del libro di Mosca.
- 2002: Prix Mistère de la critique per Azazel, traduzione in francese di Азазель[9]
- 2003: Silver Dagger per The Winter Queen, traduzione in inglese di Азазель[10]

## Opere
Ciclo di Erast Petrovič Fandorin
- La regina d'inverno (Азазель - 1998), traduzione di Pia Pera, Milano: Frassinelli, 2000
- Gambetto turco (Турецкий гамбит - 1998), traduzione di Mirco Gallenzi, Milano: Frassinelli, 2000
- Assassinio sul Leviathan (Левиафан) (1998)
- La morte d'Achille (Смерть Ахиллеса) (1998)
- Il fante di picche (Пиковый валет) (1999)
- Il decoratore (Декоратор) (1999)
- Il consigliere di stato (Статский советник) (1999)
- Incoronazione (Коронация или последний из Романов) (2000)
- Il marchio del fuoco (Алмазная колесница) (2002)

Inediti in Italia:
- L'amante della morte (Любовник смерти) (2001)
- Le perle di giada (Нефритовые четки) (2006)
- Tutto il mondo è teatro (Весь мир театр) (2009)
- La città nera (Чёрный город) (2012)
- Il pianeta Acqua (Планета Вода) (2015)
- Non dico addio (Не прощаюсь) (2018)

Ciclo di Nicholas Fandorin
- Il manoscritto segreto (Атын-толобас) (2000)

Inediti in Italia:
- Внеклассное чтение (2002)
- Ф.М. (2006)
- Сокол и Ласточка (2009)

Ciclo di Pelagija
- Pelagija e il bulldog bianco (Пелагея и белый бульдог) (2000)
- Pelagija e il monaco nero (Пелагея и черный монах) (2001)
- Pelagija e il gallo rosso (Пелагея и красный петух) (2003)

Ciclo di Alexey Romanov e Josef von Teofels. Inediti in Italia
Primo libro (2007)
- Младенец и чёрт
- Мука разбитого сердца

Secondo libro (2008)
- Летающий слон
- Дети Луны

Terzo libro (2009)
- Странный человек
- Гром победы, раздавайся!

Quarto libro (2010)
- Мария, Мария...
- Ничего святого

Quinto libro (2011)
- Операция "Транзит"
- Батальон ангелов

Saggi e narrativa
- Le città senza tempo, Milano, Frassinelli,  2006
- L'avvocato del diavolo, Milano, Mondadori, 2025